# Katie Mactier
Kate ("Katie") Mactier (Melbourne, 23 maart 1975) is een voormalig wielrenster uit Australië die vooral furore maakte op de baan. Ze vertegenwoordigde haar vaderland tweemaal bij de Olympische Spelen: in 2004 en 2008, en won bij haar debuut de zilveren medaille op het onderdeel achtervolging (baan).

## Erelijst
2001
- 1e in Australische kampioenschappen, wegwedstrijd, Elite

2002
- 3e in 5e etappe Jayco Bay Cycling Classic
- 2e in Wereldkampioenschap, baan, achtervolging, Elite
- 2e in Eindklassement Geelong Tour
- 2e in Geelong World Cup
- 2e in Wereldkampioenschappen, baan, achtervolging, Elite
- 2e in Australische kampioenschappen, wegwedstrijd, Elite
- 1e in 1e etappe Geelong Tour
- 2e in Eindklassement Geelong Tour
- in Australische kampioenschappen, baan, achtervolging, Elite
- 2e in Olympische Spelen, baan, achtervolging, Elite
- 1e in Oceania Games, baan, achtervolging, Elite

2005
- 1e in WB-wedstrijd Los Angeles, baan, achtervolging
- 1e in Wereldkampioenschappen, baan, achtervolging, Elite

2006
- 1e in 1e etappe Bay Cycling Classic
- 1e in 2e etappe Jayco Bay Cycling Classic
- 2e in 3e etappe Jayco Bay Cycling Classic
- 1e in Eindklassement Jayco Bay Cycling Classic
- in Australische kampioenschappen, baan, achtervolging, Elite
- 1e in Gemenebestspelen, baan, achtervolging, Elite
- 3e in Wereldkampioenschappen, baan, achtervolging, Elite
- 1e in WB-wedstrijd Sydney, baan, achtervolging, Elite
- 1e in Oceania Games, baan, achtervolging, Elite

2007
- in Australische kampioenschappen, wegwedstrijd, Elite
- in Australische kampioenschappen, baan, achtervolging, Elite
- 3e in Wereldkampioenschappen, baan, achtervolging, Elite
- 1e in Proloog 1e etappe Mount Hood Classic
- 1e in 2e etappe Mount Hood Classic
- 3e in 4e etappe Mount Hood Classic
- 2e in 6e etappe Mount Hood Classic
- 3e in 3e etappe Nature Valley Grand Prix
- 1e in WB-wedstrijd Sydney, baan, achtervolging
- 2e in WB-wedstrijd Sydney, baan, ploegenachtervolging
- 1e in WB-wedstrijd Beijing, baan, achtervolging

2008
- 3e in Wereldkampioenschappen, baan, achtervolging, Elite
- 1e in Proloog Tour de l'Aude Cycliste Féminin

## Ploegen
- 2002-SC Michela Fanini Record Rox
- 2003-Saturn